# Familymart
Familymart (japanska: ファミリーマート?, Famirīmāto), i Japan versaliserat som FamilyMart, är en japansk kedja av franchisebutiker som säljer dagligvaror. Den första butiken öppnades 1973 
i Sayama, Saitama prefektur. I juli 2016 fanns det över 11 000 Familymart-butiker i Japan.
Kedjan har även butiker i Taiwan, Thailand, Kina, USA, Vietnam, Indonesien och Filippinerna. Familymart hade även en omfattande verksamhet i Sydkorea under namnet CU som högst uppgick till 7 925 butiker. År 2014 beslutade Familymart att dra sig ur den sydkoreanska marknaden .
Familymart var länge Japans tredje största närbutikskedja, men den 1 september 2016 fusionerades Familymart och konkurrenten Circle K Sunkus till en butikskedja. De tidigare 6 250 butikerna under namnet Circle K Sunkus kommer successivt att byta namn till Familymart, vilket gör att kedjan går om konkurrenten Lawson sett till antalet butiker .